# Aura Elena Farfàn
Aura Elena Farfàn (Jutiapa, 2 febbraio 1940) è un'attivista guatemalteca.

## Biografia
Aura Elena Farfàn è nata nel dipartimento di Jutiapa, nella parte sud-orientale del Guatemala. Figlia di Manuel Antonio Velásquez, morto quando Aura Elena aveva 14 anni, e di Adela Farfán Izquierdo, era la maggiore di cinque figli. Nel 1955 ha iniziato gli studi all'Instituto Normal Centro América (INCA) di Città del Guatemala, ma li ha abbandonati nel 1956 per occuparsi della sua famiglia. In seguito, con un gruppo di altri 20 giovani originari di Jutiapa, ha ottenuto una borsa di studio per studiare scienze infermieristiche. Ha iniziato a lavorare presso l'Ospedale Nazionale di Jutiapa, ma a causa della difficile situazione economica familiare è dovuta tornare nella capitale, dove è stata assunta dapprima al Roosevelt Hospital, e in seguito in altre strutture, come l'ospedale Herrera Llerandi, dove ha collaborato con il dottor Rodolfo Herrera Llerandi.
All'inizio degli anni Ottanta, Aura Elena è tornata all'ospedale Roosevelt dove ha potuto osservare da vicino la repressione e la violenza vissute in Guatemala in quel periodo, dato che nella struttura arrivavano numerosi feriti e morti non identificati.
Il 15 maggio 1984, suo fratello Rubén Amílcar Farfán fu arrestato e scomparve. La ricerca del fratello ha dato impulso al suo attivismo, poiché da quel momento ha iniziato a cercare altre persone arrestate e scomparse e ad impegnarsi nella lotta alle violazioni dei diritti umani.
A causa della sua attività, Aura Elena Farfàn è stata spesso minacciata di morte ed è anche stata rapita con il suo autista nel maggio 2001 da un gruppo di uomini armati.
Nel 2017, compare in Finding Oscar, un documentario pluripremiato prodotto da Steven Spielberg.

## Attività
Aura Elena Farfàn è stata fondatrice del GAM Mutual Support Group nel 1984 e della Asociación de Familiares Detenidos-Desaparecidos de Guatemala (FAMDEGUA) nel 1992, entrambe dedicate al sostegno di donne, madri, sorelle e figlie di persone arrestate e scomparse durante la guerra civile guatemalteca. Nel 2015 è stata riconosciuta dalla rivista Times come uno dei 100 personaggi più influenti dell'anno in tutto il mondo.

## Onorificenze e premi
È stata premiata con l'International Women of Courage Award nel 2018.
Il 2 febbraio 2016 ha ricevuto la nomina del Premio Nobel per la Pace, grazie al lavoro che ha svolto attraverso la sua infaticabile lotta per ottenere giustizia in nome di coloro i cui diritti umani sono stati violati durante la guerra civile del Guatemala.